# Luigi De Magistris
Luigi kardinál De Magistris (23. února 1926, Cagliari – 16. února 2022, tamtéž) byl italský římskokatolický kněz, arcibiskup a emeritní pro-penitenciář Apoštolské penitenciárie.

## Život
Narodil se v piemontské šlechtické rodině sardinského původu. Kněžské svěcení přijal 12. dubna 1952. Jeho bratr je Paolo De Magistris, který byl několikrát starostou Cagliari.
Dne 11. dubna 1979 byl jmenován regentem Apoštolské penitenciárie.
Dne 6. března 1996 byl zvolen titulárním biskupem z Novy. Biskupské svěcení přijal 28. dubna 1996 z rukou kardinála Giovanniho Canestri a spolusvětiteli byli arcibiskup Ottorino Pietro Alberti a biskup Tarcisio Pillolla.
Dne 22. listopadu 2001 byl ustanoven pro-penitenciářem Apoštolské penitenciárie a byl zvolen arcibiskupem.
Dne 4. října 2003 přijal papež Jan Pavel II. jeho rezignaci na post pro-penitenciáře, z důvodu dosažení kanonického věku 75 let.
Byl členem Kongregace pro blahořečení a svatořečení.
Dne 14. února 2015 jej papež František na konzistoři jmenoval kardinálem s titulem kardinál-jáhen ze Santissimi Nomi di Gesù e Maria in via Lata.